# Cătălin Hlistei
Cătălin Florin Hlistei (sinh ngày 24 tháng 8 năm 1994) là một cầu thủ bóng đá người România thi đấu ở vị trí tiền vệ cho UTA Arad.